# 幕の内弁当

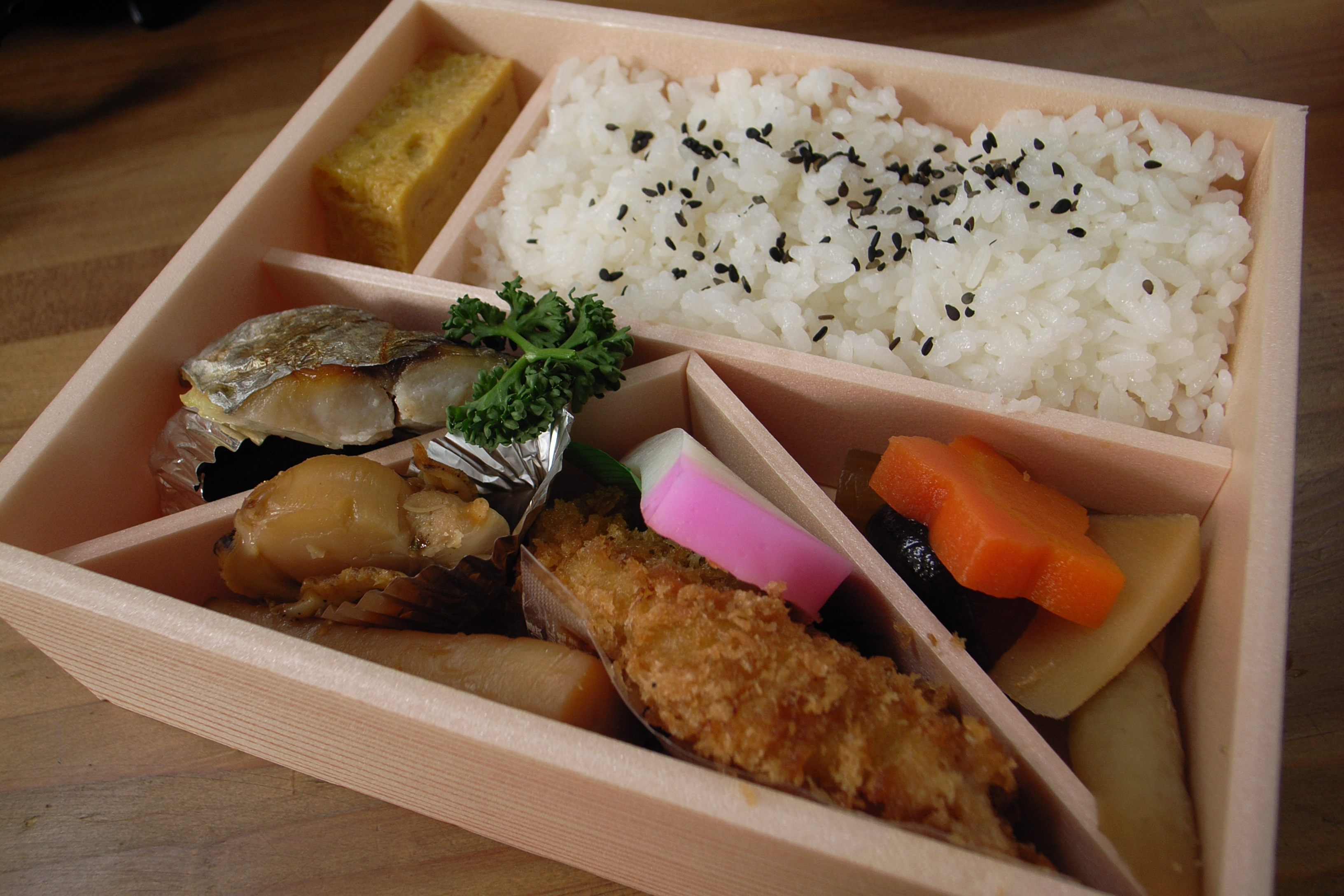
幕の内弁当の一例

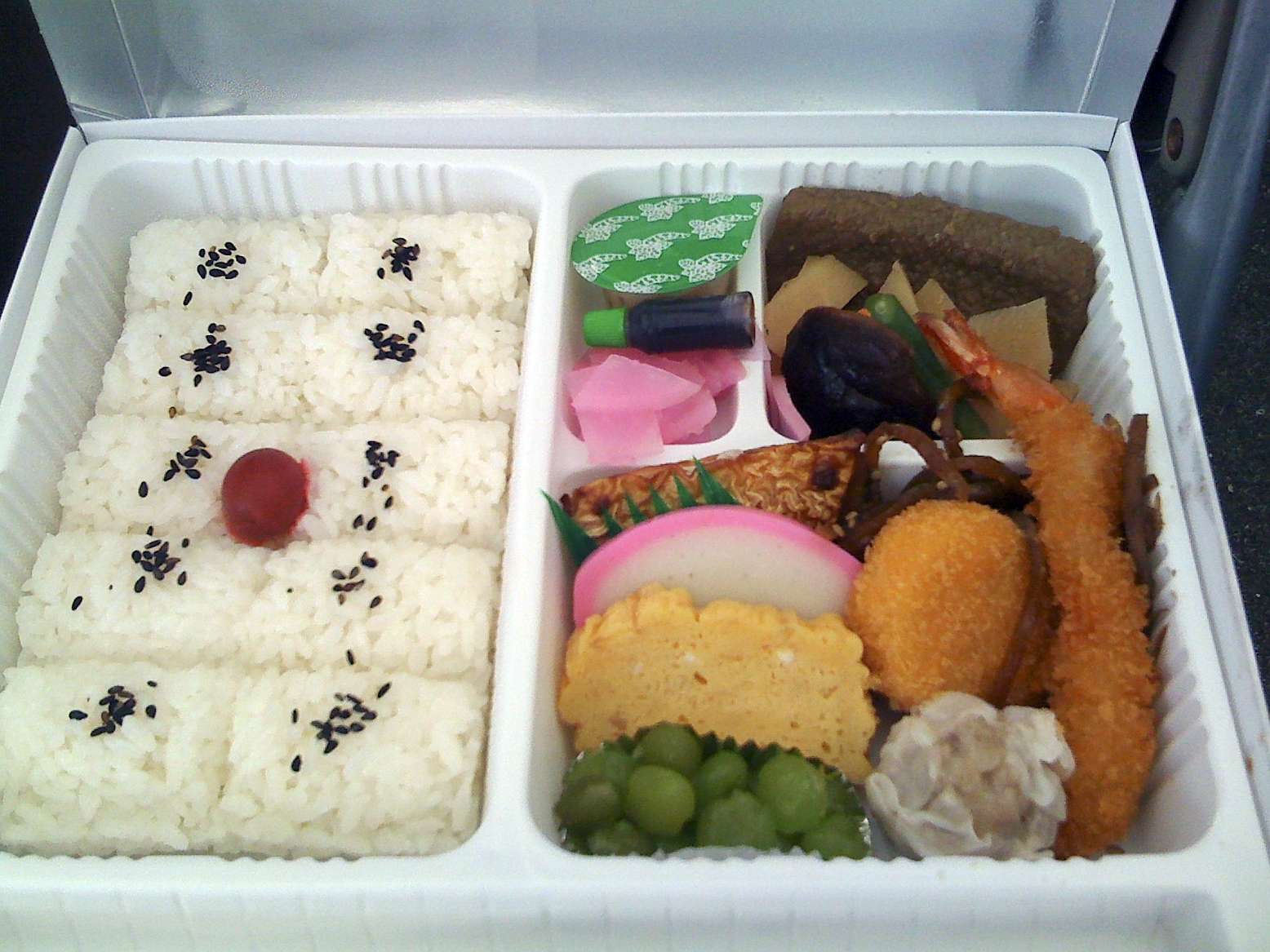
幕の内弁当の例（東海軒が静岡駅で販売している駅弁）。ご飯を俵型に見えるように型押ししている

幕の内弁当（まくのうちべんとう）とは、白飯と数種類のおかずからなる弁当である。長い歴史を持ち、細かな定義や特徴については諸説ある。

## 歴史
白飯と副食とを組合わせ、単なるおにぎりなどと比べると手のこんだ弁当が「幕の内弁当」と呼ばれるようになったのは、江戸時代後期で、「江戸時代の芝居文化にあらわれた弁当」の総称と定義されることがある。はじめは芝居見物の際に役者や裏方のために作られ、やがて観客向けのものが登場し発展した。こうした弁当はやがて規格化され、量産されるようになった。
『守貞漫稿』（1837年（天保8年）起稿）によると、江戸時代末期には握り飯に副食物を添えた弁当を幕の内と呼んでおり、最初に作ったのは芳町にある万久という店であった。幕の内弁当はやがて芝居に限らず病人への見舞いや贈答にも用いられるようになった。
明治以降、幕の内弁当は駅弁の様式のひとつとして広まった。明治22年（1889年）、兵庫県の姫路駅において、まねき（現・まねき食品）が握り飯一辺倒だった駅弁に導入したのが始まりであり、12銭（現在の2千円～3千円ほど）だったという。（駅弁自体の最初期は諸説あるが明治10〜17年頃で、握り飯と香の物が添えられた簡素なものが5銭程だった）
駅弁は容器の回収ができないことから、使い捨ての経木の折詰に盛る方法が広まった。ただし、幕の内弁当が弁当の典型的・代表的な存在であったことから、必ずしも「幕の内弁当」で呼ばれるとは限らず、単に「弁当」「御弁当」などと呼ばれることも多かった。
第二次世界大戦後、懐石風の幕の内弁当が高級飲食店や来客をもてなす家庭料理として人気になる一方、多様ながらも少量で貧弱な副食物を飯とともにポリ容器に盛り付けたものがデパート、スーパーマーケットや弁当屋で販売されるようになった。20世紀末期から地方色が強いもの、特定の食材を重視したものなどへの傾斜を深めたが、幕の内も依然根強い人気がある。コンビニエンスストアなどでも多様な弁当が売られるようになったが、その中でも幕の内弁当は一定の割合を維持している。

## 語源
日本において弁当とは、外出先で食べるために容器に入れて持ち歩く食物や容器そのものを指す。
弁当の語源は、「面樋」（めんとう）と呼ばれる一人前の食品を盛り付ける容器や、遊山の際に食品や食器を収める「行厨」（こうちゅう）と呼ばれる容器にあるとされる。
「幕の内」という言葉は、芝居において張られる幕の内側や、幕間（まくあい）を意味するが、「幕の内弁当」の名前の由来に関しては諸説ある。
- 弁当は、芝居の・幕の内に観客が食べるものなので、いつしか「幕の内弁当」と呼ばれるようになったとされる。
- 幕の内側で役者が食べるからとする説
- 幕間の時間を利用して役者が食べたことに由来するとの説[8]
- 相撲取りの小結が幕の内力士であることから"小さなおむすび"の入っている弁当を幕の内弁当と呼ぶようになったとする説[1]
- 江戸芳町の「万久（まく）」が売り出していたことに由来するとの説[9]
- 戦陣の幕の内で食べた携行食に起源を求める説[1]
- 横綱・大関ほどではないが、それなりの地位にある幕内。それが、弁当に当てはめられた説。

なお、相撲の観客に対しても相撲茶屋が同様の弁当を供し、そこから幕内力士のように相撲の世界にも幕の内という言葉が持ち込まれたという説もあるが、異論もある。

## おおまかな定義
ご飯は、一般に白飯である。炊き込みご飯・まぜご飯などを使ったものを幕の内弁当に分類するかどうかについては説が分かれる。ご飯は、俵型のおにぎりが並べて詰められ胡麻（主に黒胡麻）を散らし、梅干を載せたものが本来の幕の内とされる。これは握り飯の名残であるといわれている。ただし現在では、実際に個別のおにぎりが詰められている場合は少なく、型押しをして俵型に見せていることが多い。その他、白飯の上に黒胡麻や海苔や佃煮などを散らしたものもある。
おかずは、汁気のないものを少しずついろいろ詰め合わせるのが一般的である。特に焼き魚・玉子焼き・蒲鉾・揚げ物・漬物･煮物は大半の幕の内弁当に入れられており、幕の内弁当の代表的なおかずである。弁当という性格上、数時間で傷むものが避けられている一方、全般的に高カロリーで脂質や塩分が多く、かつ野菜類に乏しいため、低カロリーでバランス良い栄養にした幕の内弁当も近年登場してきている。
ごはんとおかずを組み合わせた類似の弁当として、他に松花堂弁当がある。松花堂弁当は昭和初期に開発された最近の様式の弁当である。